# La Dimensió Desconeguda (sèrie de televisió de 1959, temporada 2)
La segona temporada de La Dimensió Desconeguda es va emetre els divendres de 10:00 a 10:30 pm (EST) a la CBS del 30 de setembre de 1960 al 2 de juny de 1961. Hi ha 29 episodis. Es va traduir parcialment al català.

## Introducció
En aquesta temporada es va estrenar el tema musical de Marius Constant associat amb més freqüència a la sèrie, substituint la música de la primera temporada escrita per Bernard Herrmann. Els gràfics utilitzats per a la introducció eren un híbrid dels dos conjunts de gràfics utilitzats per a la primera temporada, amb algunes lleugeres modificacions a la narració de Rod Serling. Durant els tres primers episodis, la narració de Serling va ser la següent:
"You're traveling through another dimension. A dimension not only of sight and sound but of mind. A journey into a wondrous land of imagination. Next stop—The Twilight Zone."
Per als episodis posteriors es van afegir algunes frases, amb el mateix conjunt de gràfics:
"You're traveling through another dimension. A dimension not only of sight and sound but of mind. A journey into a wondrous land whose boundaries are that of imagination. That's the signpost up ahead. Your next stop—The Twilight Zone."
Aquesta darrera introducció es va afegir a alguns episodis de la primera temporada que es van emetre com a repeticions durant l'estiu de 1961. En la majoria d'aquests temes musicals de Herrmann va continuar sonant per als crèdits de tancament.

## Episodis
| nº | nº | Títol                                                                             | Escriptor(s)           | Director                                                         | Música           | Data d'estrena original | Data d'estrena en català | Codi de producció |
| 37 | 1  | «El King Nine no tornarà" "King Nine Will Not Return»                             | Buzz Kulik             | Rod Serling                                                      | Fred Steiner     | 30 de setembre de 1960  | 24 de juliol de 1985     | 173-3639          |
| L'únic supervivent d'un accident d'un bombarder de la Segona Guerra Mundial (Robert Cummings) no pot trobar cap rastre de la seva tripulació, però sí que veu avions a reacció sobrevolant.                                       |    |                                                                                   |                        |                                                                  |                  |                         |                          |                   |
| 38 | 2  | «The Man in the Bottle»                                                           | Don Medford            | Rod Serling                                                      | N/A              | 7 d'octubre de 1960     | Sense anunciar           | 173-3638          |
| Un jinn (Joseph Ruskin) concedeix quatre desitjos a un penyor (Luther Adler) i a la seva dona (Vivi Janiss) sense èxit. |    |                                                                                   |                        |                                                                  |                  |                         |                          |                   |
| 39 | 3  | «Nervous Man in a Four Dollar Room»                                               | Douglas Heyes          | Rod Serling                                                      | Jerry Goldsmith  | 14 d'octubre de 1960    | Sense anunciar           | 173-3641          |
| Un gangster nerviós (Joe Mantell) s'enfronta a si mateix quan el seu cap (William D. Gordon) li dona la seva darrera tasca. |    |                                                                                   |                        |                                                                  |                  |                         |                          |                   |
| 40 | 4  | «El senyor Finchley i les màquines" "A Thing About Machines»                      | David Orrick McDearmon | Rod Serling                                                      | N/A              | 28 d'octubre de 1960    | 4 de març de 1986        | 173-3645          |
| Un escriptor (Richard Haydn) creu que les màquines estan conspirant contra ell. |    |                                                                                   |                        |                                                                  |                  |                         |                          |                   |
| 41 | 5  | «L'home que udolava" "The Howling Man»                                            | Douglas Heyes          | Charles Beaumont                                                 | N/A              | 4 de novembre de 1960   | 5 de setembre de 1985    | 173-3642          |
| Un home (H. M. Wynant) perdut en una tempesta troba un monestir on els monjos (John Carradine, Frederic Ledebur) afirmen que un presoner udolant (Robin Hughes) és el mateix Diable.                                              |    |                                                                                   |                        |                                                                  |                  |                         |                          |                   |
| 42 | 6  | «La mirada de l'observador" "Eye of the Beholder» «The Private World of Darkness» | Douglas Heyes          | Rod Serling                                                      | Bernard Herrmann | 11 de novembre de 1960  | 9 de setembre de 1985    | 173-3640          |
| Una dona (Donna Douglas) embolicada amb embenats després d'una cirurgia facial espera que ja no sigui lletja. Maxine Stuart interpreta el paper de Douglas mentre el personatge està embolicat amb embenats.                      |    |                                                                                   |                        |                                                                  |                  |                         |                          |                   |
| 43 | 7  | «Just a temps" "Nick of Time»                                                     | Richard L. Bare        | Richard Matheson                                                 | N/A              | 18 de novembre de 1960  | 25 de juliol de 1985     | 173-3643          |
| Un nou casat supersticiós (William Shatner) es convenç, malgrat les protestes de la seva núvia (Patricia Breslin), que les prediccions d'una màquina d'endevinació són força exactes.                                             |    |                                                                                   |                        |                                                                  |                  |                         |                          |                   |
| 44 | 8  | «A l'últim moment" "The Lateness of the Hour»                                     | Jack Smight            | Rod Serling                                                      | N/A              | 2 de desembre de 1960   | 28 de juliol de 1985     | 173-3662          |
| Una dona (Inger Stevens) desaprova els robots servents del seu pare (John Hoyt). NOTA: és el primer dels sis episodis gravats en vídeo.                                                                                           |    |                                                                                   |                        |                                                                  |                  |                         |                          |                   |
| 45 | 9  | «Els problemes del Senyor Templeton" "The Trouble with Templeton»                 | Buzz Kulik             | E. Jack Neuman                                                   | Jeff Alexander   | 9 de desembre de 1960   | 30 de juliol de 1985     | 173-3649          |
| Un actor de Broadway (Brian Aherne) que anhela els dies en què la seva dona (Pippa Scott) estava viva aconsegueix el seu desig.                                                                                                   |    |                                                                                   |                        |                                                                  |                  |                         |                          |                   |
| 46 | 10 | «Una càmera excepcional" "A Most Unusual Camera»                                  | John Rich              | Rod Serling                                                      | N/A              | 16 de desembre de 1960  | 9 de desembre de 1985    | 173-3606          |
| Una parella de lladres (Fred Clark, Jean Carson) descobreix que una càmera que han robat fa fotos del futur. |    |                                                                                   |                        |                                                                  |                  |                         |                          |                   |
| 47 | 11 | «La nit dels humils" "The Night of the Meek»                                      | Jack Smight            | Rod Serling                                                      | N/A              | 23 de desembre de 1960  | 11 de març de 1986       | 173-3665          |
| Un Pare Noel de gran magatzem begut (Art Carney) és acomiadat pel seu cap (John Fiedler) la vigília de Nadal i després troba un sac que dona a la gent el que vulgui. NOTA: Quart de sis episodis filmats en vídeo.               |    |                                                                                   |                        |                                                                  |                  |                         |                          |                   |
| 48 | 12 | «Pols" "Dust»                                                                     | Douglas Heyes          | Rod Serling                                                      | Jerry Goldsmith  | 6 de gener de 1961      | 19 de setembre de 1986   | 173-3653          |
| Al Antic Oest, el pare desesperat (Vladimir Sokoloff) d'un home condemnat (John A. Alonzo) compra "pols màgic" a un colportor ( Thomas Gomez) per salvar el seu fill.                                                             |    |                                                                                   |                        |                                                                  |                  |                         |                          |                   |
| 49 | 13 | «Endarrere" "Back There»                                                          | David Orrick McDearmon | Rod Serling                                                      | Jerry Goldsmith  | 13 de gener de 1961     | 29 de setembre de 1990   | 173-3648          |
| Un enginyer (Russell Johnson) viatja en el temps fins a la data de l'assassinat d'Abraham Lincoln i intenta canviar la història.                                                                                                  |    |                                                                                   |                        |                                                                  |                  |                         |                          |                   |
| 50 | 14 | «The Whole Truth»                                                                 | James Sheldon          | Rod Serling                                                      | N/A              | 20 de gener de 1961     | Sense anunciar           | 173-3664          |
| Un concessionari d'automòbils usats (Jack Carson) es veu obligat a dir la veritat després de comprar un cotxe a un vell (George Chandler) que diu que està embruixat. NOTA: Tercer dels sis episodis gravats en vídeo.            |    |                                                                                   |                        |                                                                  |                  |                         |                          |                   |
| 51 | 15 | «Els invasors" "The Invaders»                                                     | Douglas Heyes          | Richard Matheson                                                 | Jerry Goldsmith  | 27 de gener de 1961     | 6 d'agost de 1985        | 173-3646          |
| Una dona (Agnes Moorehead) que viu sola en una casa rural és perseguida per éssers diminuts d'un altre planeta. |    |                                                                                   |                        |                                                                  |                  |                         |                          |                   |
| 52 | 16 | «Fes-me cinc cèntims dels teus pensaments" "A Penny for Your Thoughts»            | James Sheldon          | George Clayton Johnson                                           | N/A              | 3 de febrer de 1961     | 18 de març de 1986       | 173-3650          |
| Quan una moneda aterra a la seva vora, un administrador del banc (Dick York) adquireix la capacitat d'escoltar els pensaments d'altres persones, i aviat s'assabenta que no sempre pots creure el que escoltes.                   |    |                                                                                   |                        |                                                                  |                  |                         |                          |                   |
| 53 | 17 | «Twenty Two»                                                                      | Jack Smight            | Basat en una anècdota de : Bennett Cerf Guió de : Rod Serling    | N/A              | 10 de febrer de 1961    | Sense anunciar           | 173-3666          |
| Una ballarina (Barbara Nichols) hospitalitzada per esgotament té un malson recurrent en què és conduïda a l'habitació 22, la morgue, per una sinistra infermera (Arlene Martel). NOTA: Cinquè dels sis episodis filmats en vídeo. |    |                                                                                   |                        |                                                                  |                  |                         |                          |                   |
| 54 | 18 | «L'odissea del vol 33" "The Odyssey of Flight 33»                                 | Jus Addiss             | Rod Serling                                                      | N/A              | 24 de febrer de 1961    | 1 d'agost de 1985        | 173-3651          |
| Un estrany augment de la velocitat fa que un avió de línia viatgi en el temps. |    |                                                                                   |                        |                                                                  |                  |                         |                          |                   |
| 55 | 19 | «El senyor Dingle, el forçut" "Mr. Dingle, the Strong»                            | John Brahm             | Rod Serling                                                      | N/A              | 3 de març de 1961       | Sense anunciar           | 173-3644          |
| Un venedor d'aspiradores (Burgess Meredith) rep una força increïble gràcies a un marcià de dos caps (Douglas Spencer, Michael Fox) com a part d'un experiment.                                                                    |    |                                                                                   |                        |                                                                  |                  |                         |                          |                   |
| 56 | 20 | «Estàtics" Static»                                                                | Buzz Kulik             | Basat en una història d' : OCee Ritch Guió de : Charles Beaumont | N/A              | 10 de març de 1961      | 25 de març de 1986       | 173-3663          |
| Una ràdio permet a un vell (Dean Jagger) escoltar programes del seu passat. NOTA: segon dels sis episodis filmats en vídeo. |    |                                                                                   |                        |                                                                  |                  |                         |                          |                   |
| 57 | 21 | «Força mental" "The Prime Mover»                                                  | Richard L. Bare        | Charles Beaumont                                                 | N/A              | 24 de març de 1961      | 27 de maig de 1986       | 173-3647          |
| Un jugador (Dane Clark) utilitza els poders telekinètics del seu amic (Buddy Ebsen) per obtenir un gran benefici a Las Vegas. |    |                                                                                   |                        |                                                                  |                  |                         |                          |                   |
| 58 | 22 | «Trucada a llarga distància" "Long Distance Call»                                 | James Sheldon          | Charles Beaumont and William Idelson                             | N/A              | 31 de març de 1961      | 18 d'agost de 1985       | 173-3667          |
| Un noi (Bill Mumy) parla amb la seva àvia (Lili Darvas) al telèfon de joguina que li va donar abans de morir. NOTA: Sisè de sis episodis gravats en vídeo.                                                                        |    |                                                                                   |                        |                                                                  |                  |                         |                          |                   |
| 59 | 23 | «Cent iardes enllà" "A Hundred Yards Over the Rim»                                | Buzz Kulik             | Rod Serling                                                      | Fred Steiner     | 7 d'abril de 1961       | 8 de setembre de 1985    | 173-3654          |
| L'any 1847, un pioner (Cliff Robertson) que viatja cap a l'oest amb la seva família i amics busca menjar i aigua i es troba l'any 1961.                                                                                           |    |                                                                                   |                        |                                                                  |                  |                         |                          |                   |
| 60 | 24 | «L'operació Rip Van Winkle" "The Rip Van Winkle Caper»                            | Jus Addiss             | Rod Serling                                                      | N/A              | 21 d'abril de 1961      | 28 d'agost de 1985       | 173-3655          |
| Una banda de lladres d'or (Oscar Beregi, Jr., John Mitchum, Simon Oakland, Lew Gallo) utilitzen cambres d'animació suspesa, preparades per reviure's en cent anys, per evadir les autoritats.                                     |    |                                                                                   |                        |                                                                  |                  |                         |                          |                   |
| 61 | 25 | «El silenci The Silence»                                                          | Boris Sagal            | Rod Serling                                                      | N/A              | 28 d'abril de 1961      | 1 d'agost de 1986        | 173-3658          |
| Un membre del club aristocràtic (Franchot Tone) aposta perquè un conegut xerraire (Liam Sullivan) no pot romandre en silenci durant un any sencer.                                                                                |    |                                                                                   |                        |                                                                  |                  |                         |                          |                   |
| 62 | 26 | «Ombres xineses" "Shadow Play»                                                    | John Brahm             | Charles Beaumont                                                 | N/A              | 5 de maig de 1961       | 22 d'agost de 1985       | 173-3657          |
| Un home (Dennis Weaver) condemnat per assassinat i a l'espera d'execució insisteix que tot el que passa és només un somni. |    |                                                                                   |                        |                                                                  |                  |                         |                          |                   |
| 63 | 27 | «Esperit i matèria" "The Mind and the Matter»                                     | Buzz Kulik             | Rod Serling                                                      | N/A              | 12 de maig de 1961      | 4 de setembre de 1985    | 173-3659          |
| Un home (Shelley Berman) utilitza el poder de la concentració per refer el món a la seva imatge. |    |                                                                                   |                        |                                                                  |                  |                         |                          |                   |
| 64 | 28 | «Will the Real Martian Please Stand Up?»                                          | Montgomery Pittman     | Rod Serling                                                      | N/A              | 26 de maig de 1961      | Sense anunciar           | 173-3660          |
| Uns policies (John Archer, Morgan Jones) que investiguen les petjades d'una pista d'albirament d'OVNI a un restaurant, intenten determinar quin dels set passatgers de l'autobús és realment un marcià.                           |    |                                                                                   |                        |                                                                  |                  |                         |                          |                   |
| 65 | 29 | «L'home caduc" "The Obsolete Man»                                                 | Elliot Silverstein     | Rod Serling                                                      | N/A              | 2 de juny de 1961       | 27 d'agost de 1985       | 173-3661          |
| En una societat totalitarista futura, un bibliotecari (Burgess Meredith) es declara obsolet i fa peticions força inusuals al Canciller (Fritz Weaver) a l'hora d'escollir la forma de la seva execució.                           |    |                                                                                   |                        |                                                                  |                  |                         |                          |                   |